# VK 16.02 Leopard

Xe tăng VK16.02 Leopard

Xe tăng hạng nhẹ VK 16.02 Leopard là một xe tăng hạng nhẹ trinh sát được thiết kế từ tháng 3 đến tháng 10 năm 1942 và việc sản xuất được ấn định vào tháng 4 năm 1943. Tuy nhiên dự án đã bị bỏ dở giữa chừng trước khi có bất kì mẫu nào được sản xuất. Nó dự kiến được trang bị pháo 75 mm Kwk 41, sau này vũ khí thay đổi lại là pháo 50 mm sử dụng trên tăng Panzer III. Leopard có giáp nghiêng trước dày, ảnh hưởng từ xe tăng Panther. Để tăng khả năng di chuyển nhiều chỗ khác nhau, nó được lắp xích rộng 350mm. Việc sản xuất được lên kế hoạch vào tháng 4 năm 1943 nhưng bị bỏ giữa chừng vào tháng 1 năm 1943. Lý do là vì pháo chính 50 mm L/60 không đủ sức mạnh để hạ gục tăng Liên Xô và Mỹ-Anh, mặc dù nó vẫn có thể hạ gục tăng Anh-Mỹ hạng nhẹ và tăng lội nước của Liên Xô. Thêm nữa, VK 16.02 có trọng lượng lớn, trong khi các xe thiết giáp khác như Sdfkz 234 Puma (được trang bị pháo chính 75mm) với trọng lượng nhẹ hơn có thể được dùng làm xe do thám dù cho khả năng đi qua các vùng đất gập ghềnh của nó không tốt. Khung tăng Leopard còn được lên kế hoạch sử dụng khung cho pháo phòng không sử dụng pháo 20mm Flakvierling hoặc 37mm PaK 36.

## Thông số kỹ thuật
- Trọng lượng: 21.900 kg
- Kíp chiến đấu: 4 người
- Động cơ: Maybach HL 157 P / 12 xy-lanh / 550 hp
- Tốc độ di chuyển: 50–60 km/h (trên đường)
- Tầm hoạt động: 165 km (trên đường)
- Dung tích: 560 lít
- Chiều dài: 4,74 hoặc 6,45 m
- Chiều rộng: 3,1 hoặc 3,27 m
- Chiều cao: 2,6 hoặc 2,8 m
- Vũ khí: 50mm KwK 39/1 L/60 & 1 x 7,92mm MG34/42
- Số đạn mang được: 50 mm-50 viên; 7,92 mm-2.400 viên
- Giáp bọc: 20-80 ly

```
Động cơ đầu tiên:Maybach HL 120 TRM L
Súng máy : đời đầu: 5 cm Kw.K. 39 L/60L Đời sau: 3 cm M.K. 103A
Vũ khí súng máy : 9 -> 12 viên 
loại đạn : HE,ACPR,AP 
```